# Núi Chung
Núi Chung là núi nằm trong một quần thể Khu di tích lịch sử Kim Liên tại Nghệ An. Năm 1991, núi Chung đã được xếp hạng là Di tích lịch sử cấp Quốc gia.

## Vị trí
Núi Chung ở vị trí trung tâm xã Kim Liên, huyện Nam Đàn, tỉnh Nghệ An. Cả bảy làng của xã Kim Liên: làng Sen (Kim Liên), làng Chùa (Hoàng Trù), làng Sày (Mậu Tài), làng Gáo (Nguyệt Quả), làng Trại (Tính Lý), làng Đình (Ngọc Đình), làng Kẻ Móng (Vân Hội) đều ở quanh núi Chung.

## Đặc điểm
Núi Chung được ví như cái chuông khổng lồ úp nghiêng. Núi Chung với thế chữ Vương, "Kim Qui phù đạo" nên đã nổi tiếng khắp đất nước, ở mọi thời đại.
Núi Chung có có 9 động (nhân dân ở đây quen gọi đỉnh núi là động), do tác động của thiên nhiên bào mòn và và con người (động Ngang mới bị san ủi khi xây dựng Trường phổ thông trung học Kim Liên) nên hiện nay chỉ còn 5 động. Cả năm động đều có chiều cao khiêm tốn. Hai động thấp nhất là động Khoai và động Sét nằm trong làng Ngọc Đình . Trong đó, có 3 động chính là:
- Động Móng ở về phía đông, gần làng Vân Hội (Kẻ Móng).
- Động Bò cao nhất gần 50 m ở phía sau làng Tính Lý. Nơi đây có tọa (miếu nhỏ) thờ ông thần Bò (Nhân dân làng Tính Lý kỵ húy chữ "Bò" nên gọi con bò là con me). Về phía Tây Bắc, dưới chân động Bò có bãi luyện quân của Tú tài Vương Thúc Mậu trong phong trào Cần Vương chống Pháp và là nơi thuở thiếu thời, Chủ tịch Hồ Chí Minh thường lên chơi trò kéo co và tập đánh trận giả.
- Cuối cùng là động Đền. Đây là nơi tập trung đền, chùa lớn và nhà thánh của tổng Lâm Thịnh.[2]

## Di tích
Trên núi Chung có những ngôi mộ cổ, đền Cả thờ Xuân Lâm tướng quân Nguyễn Đắc Đài, chùa Đạt (Bảo Quang Tự), có nhà thánh tổng Lâm Thịnh, lăng Quan Tả tướng quân Lê Giác (còn có tên là Lê Dốc) và là nơi Chi bộ Lâm Thịnh đã bí mật hoạt động ở đây từ những năm 1930- 1931, có chợ Cầu, có nhiều cây xanh, khoảng đất bằng phẳng thuận lợi cho sinh hoạt cộng đồng.

## Trong thơ văn
- Trong tác phẩm "Nghệ An ký" của Hoàng Giáp Bùi Dương Lịch, làm Đốc học Nghệ An trong thời gian 1805 – 1808. Ông đã viết: "Núi Chung ở xã Chung Cự, huyện Nam Đàn, mạch núi từ Hùng Lĩnh phía Đông chạy xuống đồng bằng xế sang phía Bắc, đột nổi lên. Dân cư ở rải rác, trong đó đồng ruộng, khe suối gần xa che chở, soi rọi. Những lúc nhàn rỗi dạo núi khiến cho tâm hồn thanh thản".[2]
- La Sơn phu tử Nguyễn Thiếp từng ca ngợi: "Chung Sơn tam đỉnh hình vương tự, Kế thế anh hùng vượng tử tôn" nghĩa là " Núi Chung có ba đỉnh hình chữ vua, nối nghiệp cha anh con cháu sẽ nở rộ những anh hào".[1]
- Trong ca dao dân gian:

Nhất vui là cảnh quê mình, 

Kim Liên sen tốt, Ngọc Đình chuông kêu
Hoặc:
Nhất vui là cảnh chợ Cầu 

Trong đền Thánh Cả, ngoài lầu gác chuông 